# Curé nantais
El curé nantais (que en francés significa "cura nantés") es un queso francés elaborado en el departamento de Loira Atlántico, es el queso más típico de dicha región; está dotado de un fuerte carácter. Se produce con leche de vaca y es un queso de pasta blanda de corteza lavada, de pasta prensada no cocida.
Su receta habría sido transmitida en el siglo XIX en Saint-Julien-de-Concelles en los viñedos de Nantes por un cura de paso. Hoy en día se sigue fabricando en Pornic, puerto al oeste de Nantes. Originalmente cuadrado, el curé natais, también llamado fromage à curé, fromage du curé o fromage nantais, también existe con forma redonda.
Queso fuerte, su pasta es ligera y atravesada por algunos agujeros pequeños, revela un sabor de tocino ahumado y un final picante. El curé nantais combina generalmente bien con un vino blanco local tipo muscadet o gros plant así como con un pinot noir o un gewurztraminer picante.

## Orígenes
El País de Nantes no es conocido por sus tradiciones queseras. La leche, rica en grasa, es normalmente transformada en mantequilla. Por ello la técnica de elaboración de la mantequilla en la región de Nantes está mucho más desarrollada que la de la fabricación de queso. La historia del curé nantais comenzó en 1880 en la localidad de Saint-Julien-de-Concelles en las orillas del Loira, en el departamento de Loira Atlántico (Denominado entonces Loire-Inférieure).
El encuentro entre un agricultor del país, Pierre Hivert, y un sacerdote católico de paso (que tal vez venía de la región de Nantes, una leyenda dice que venía de Saboya, otras fuentes dicen que se trataba de un sacerdote de la Vandea que huía para salvar su vida durante la Revolución francesa·) permitió el nacimiento de un queso llamado "Régal des Gourmets". Unos años más tarde, en honor al eclesiástico, este queso se convirtió en el “le fromage du curé” y después en el « curé nantais». En ciertas obras se refieren a este queso con el nombre de fromage nantais, o también como fromage du pays nantais, dit du curé.
La familia Hivert continuó la tradición de padres a hijos durante cuatro generaciones. Después de experimentar un momento de gloria y ganar varios premios, el producto vio disminuir su producción. En 1987, la familia Hivert cedió la marca a Georges Parola, fabricante de queso de Pornic descendiente de una saga de fabricantes de mantequilla. La producción del curé nantais se ha multiplicado por diez hasta alcanzar los 150 toneladas en 2008.

## Elaboración

### Procesamiento del queso

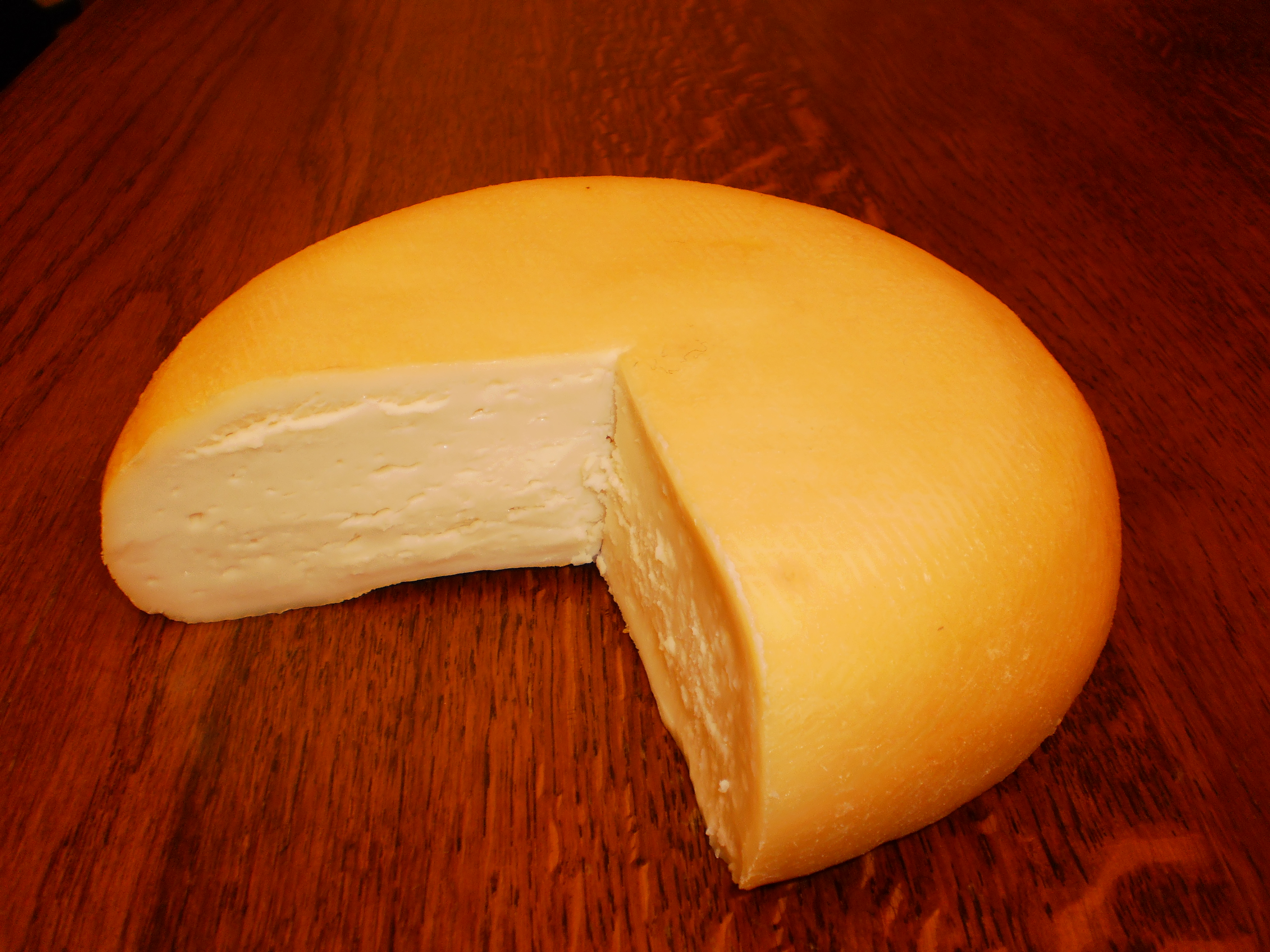
Trozo de curé nantais

Es un queso elaborado a partir de leche de vaca de corteza blanda lavada de pasta prensada sin cocer con agujeros pequeños con un peso promedio por unidad de 200 gramos. Se fabrica exclusivamente con leche fresca del ordeño de la mañana y de la víspera por la noche. La leche sale todas las mañanas desde las seis granjas del país de Retz, en 2009 la producción de curé nantais consumía 7000 litros por día.
En cuanto llega la leche se introduce en cubas de cobre. El fabricante de queso lo mantiene o lo calienta hasta los 36 grados centígrados. (Temperatura de la leche cuando sale de la ubre) En ese momento, añade el cuajo para cuajarlo y fermentos lácticos seleccionados. Tras 20 minutos la leche pasa de la forma líquida al estado de coagulación (la leche presenta forma de gel). Se corta en láminas finas. Después se convierte la pasta en granos de algunos milímetros de diámetro para facilitar el drenaje rápido para favorecer la rapidez del escurrido, necesario para obtener un porcentaje alto de calcio. El escurrido sirve para separar la cuajada y el suero. La formación de los granos de la cuajada se interrumpe cuando los granos tienen el tamaño necesario, y a continuación se amalgama. Después de la operación, el suero representa aproximadamente el 80% de la leche original, y una parte se extrae por medio de bombeo.
El queso se coloca en moldes donde los granos se van a unir. El drenaje continúa bajo el efecto de la temperatura y de la acidificación de los fermentos lácticos. En los moldes, la cuajada se mantiene a 26 grados centígrados; se prensa y la forma del queso se dibuja; se le da la vuelta cuatro veces. Tras esta etapa, el fabricante de queso controla la actividad de la fermentación: su papel es la de acidificar el queso para garantizar la conservación adecuada durante su curado. Al llegar al grado de acidez deseada el operador procede al desmoldado. Esa misma noche, se sala por remojo en salmuera. El tiempo de salado oscila entre una hora y tres horas y media según el tamaño de los quesos.

### Maduración
La maduración se realiza en una bodega fría y húmeda, sobre planchas de picea. Estas planchas son naturalmente antisépticas: En un experimento se trató de inocular bacterias listeria, pero éstas no se desarrollaron.
Los quesos son lavados con una máquina o a mano con agua salada (o con Muscadet en el caso de una variante creada en 2000) dos veces por semana durante 4 a 8 semanas para darles su sabor y su color ocre gracias a la adición al agua salada de fermento, llamados fermentos del rojo.

## Marketing
La producción no supera los 2000 quesos por día. El curé nantais se presenta con tres formas. El formato original es cuadrado de 9 centímetros de lado y unos 3 centímetros de espesor, con los bordes redondeados y 200 gramos de peso. Un segundo formato redondo y de 800 gramos de peso está destinado a la venta al corte. Finalmente, una versión madurada al muscadet, creada en 2000, se presenta con forma redonda y 200 gramos de peso. El producto comercializado contiene un 40% de materia grasa.
La venta del curé nantais es sobre todo local. Algunos restaurantes de la región de Nantes lo proponen en su carta. Además, un fabricante de queso machecoulais lo distribuye en París.

## Degustación

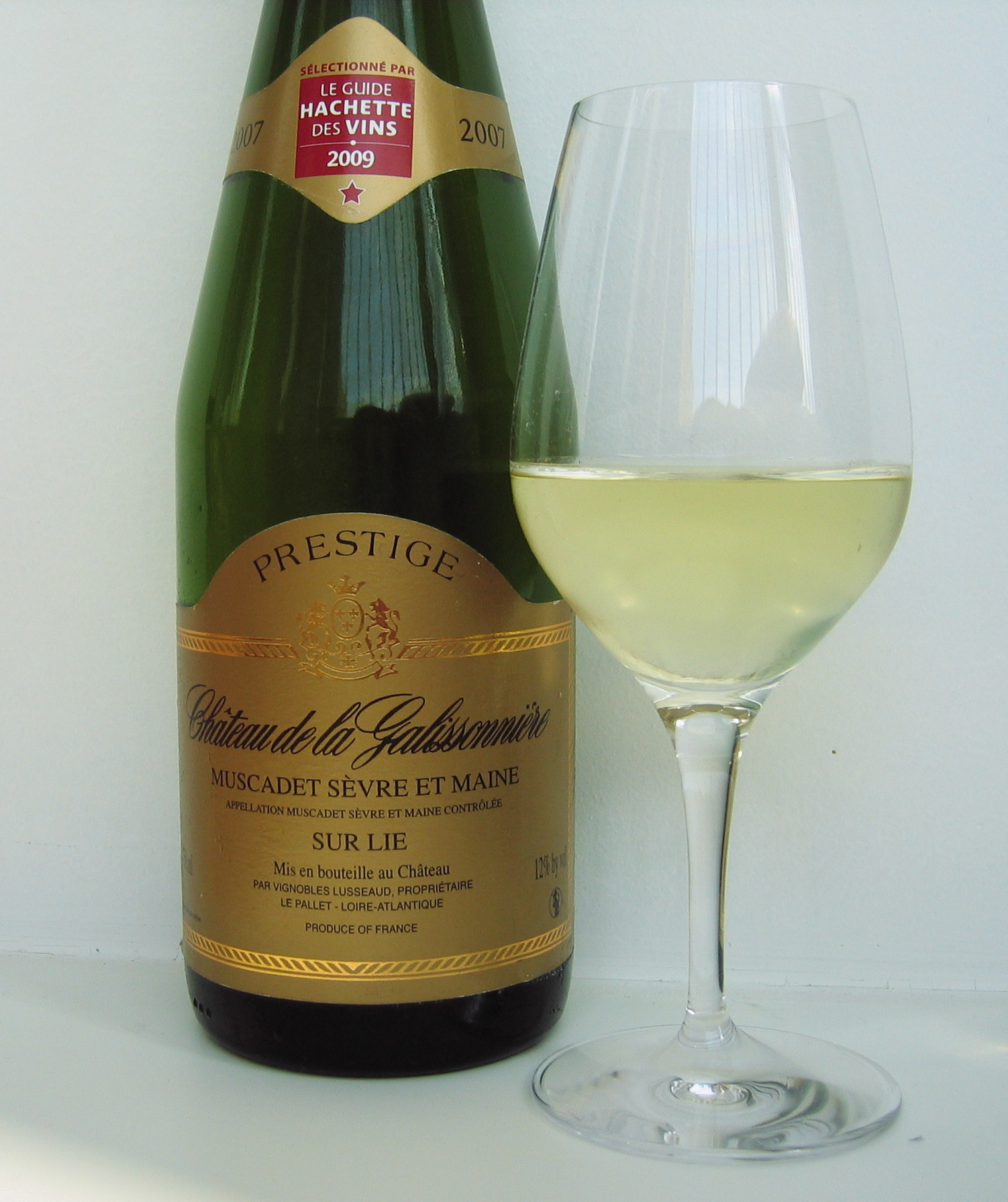
El muscadet es uno de los vinos que pueden acompañar al curé nantais

Es un producto pasteurizado que se fabrica durante todo el año, que se puede conservar durante un mes. La corteza es rosada o naranja, la pasta, blanda no prensada, es ligeramente elástica.
La corteza es rugosa, olorosa y húmeda, la pasta dorada y ligera, es cremosa y voluptuosa, perforada por algunos agujeros pequeños, que revela un sabor de tocino ahumado y un final picante.
Con el tiempo han surgido muchas recetas que incluyen el curé nantais. Se propone caliente o frío, con frutas o puerro.
Es un queso fuerte, que se acompaña con Muscadet o gros plant en su región·, también combina bien con un pinot noir o gewurztraminer picante.

## Complementos

### Biografía
- Teyssandier, Bernard (1994). Connaître les fromages de France: du terroir à la table. Guides Gisserot. Jean-Paul Gisserot. p. 156. ISBN 2-87747-139-0 |isbn= incorrecto (ayuda).
- Froc, Jean (2006). Balade au Pays des Fromages: les traditions fromagères en France. éditions Quae. p. 239. ISBN 978-2-7592-0017-7.
- Karman, Jean-Charles (2007). Tout Fromage. Éditions Minerva. p. 100. ISBN 978-2-8307-0944-5.
- Masui, Kazuko; Yamada, Tomoko (1997). Encyclopédie des fromages: guide illustré de plus de 350 fromages de toutes les régions de France. Traducción:Emmanuelle Pingault. París: Gründ. p. 240. ISBN 2-7000-2027-8.
- Harbutt, Juliet; Denny, Roz (1999). Le grand livre des fromages. Traducción:Claude Doyaz. París, Genève: Manise. p. 256. ISBN 2-84198-123-1.

## Traducción
- Esta obra contiene una traducción  derivada de «Curé_nantais» de Wikipedia en francés, publicada por sus editores bajo la Licencia de documentación libre de GNU y la Licencia Creative Commons Atribución-CompartirIgual 4.0 Internacional.

- Datos: Q1764958
- Multimedia: Curé nantais / Q1764958